# Policarp al II-lea al Bizanțului
Policarp al II-lea al Bizanțului (în greacă Πολύκαρπος Βʹ; n. mileniul I d.Hr. – d. 144 d.Hr., Bizanț, Imperiul Otoman, Turcia) a fost un episcop al Bizanțului între anii 141 și 144. A slujit în timpul domniei lui Antoninus Pius.